# 林彪路线
林彪路线是中华人民共和国文化大革命后期普遍采用的用语，是对林彪和林彪反党集团推行的军事、政治、组织和思想路线的总称。林彪路线具有公开的一套路线和暗中的一套路线。其公开的一套路线的是迎合毛泽东的革命路线，其暗中的一套路线则是林彪打算在夺权以后准备实行的一套路线。